# 桶屋町 (福岡市)

旧・桶屋町の石碑（通りの中ほどにある疎開道路に面している。）

桶屋町（おけやまち）は、かつて福岡県福岡市博多区の北西部に存在した旧地名。1966年（昭和41年）に住居表示が実施され、下桶屋町は上呉服町（かみごふくまち）の一部に、上桶屋町は御供所町（ごくしょまち）の一部となった。上桶屋町と下桶屋町の2町から構成されていた。1966年（昭和41年）の住居表示実施に伴い、地名としては消滅したが、2013年（平成25年）9月9日に「博多区の道路愛称」が決定され、桶屋町通り（おけやまちどおり）の愛称が付与された。

## 地理
博多区の北西部に位置した。北に魚町（うおまち）、東に北船町（きたふねまち）および金屋小路（かなやしょうじ。東町筋）、南に奥の堂（おくのどう）、西に小山町（おやままち、現在の大博通り）で挟まれた地区であった（地区名はいずれも住居表示実施以前の旧町名）。

## 歴史

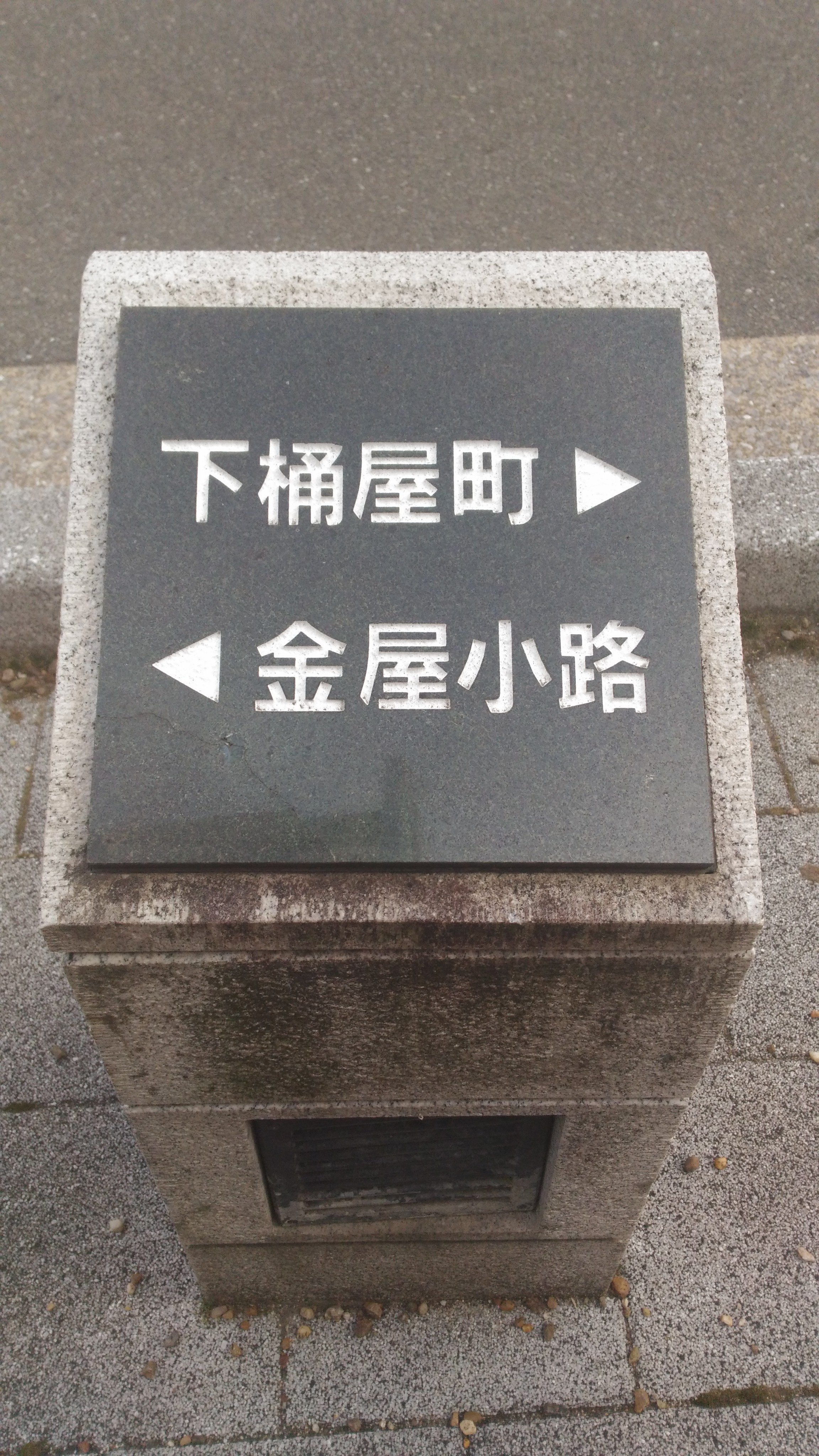

福岡区152町（福岡地区54町、博多地区98町）と、周囲の村の各一部を編入し、1889年（明治22年）の市制および町村制公布による福岡市発足当初から上・下桶屋町として名前が残っていた。江戸時代後期に作成されたと思われる博多旧図にも、桶屋町上と同町下の地名が見られる。また、文化9年（1812年）に写された「福岡城下町・博多・近隣古図」にも桶屋町上と桶屋町下の地名が記されている。
江戸時代には「桶屋町上」「桶屋町下」と上・下を町名の下に付けていたのを、1874年（明治7年）から町名の上に付けるようになり、上桶屋町、下桶屋町などと呼ぶようにした。
1966年（昭和41年）の住居表示実施に伴い、現在は下桶屋町は上呉服町（かみごふくまち）の一部に、上桶屋町は御供所町（ごくしょまち）の一部となり、上桶屋町・下桶屋町の地名は消滅した。旧町名は道路方式（背割り方式）の住居表示であり、通りの向かい合い同士の家々で作られた町だったが、新住居表示により街区方式（道路割り方式）の新町名となったため、桶屋町の地名は消えた。このため、他町も含めて多くの地区からも歴史的由緒ある町名がなくなったと、寂しがる者が少なくなかった。
その後、福岡市が道路愛称を募集し、2013年（平成25年）9月9日に「博多区の道路愛称」が決定され、上呉服町1丁目から御供所町4丁目へ至る道路のひとつに桶屋町通り（おけやまちどおり）の愛称が付与された。

## 地名の由来

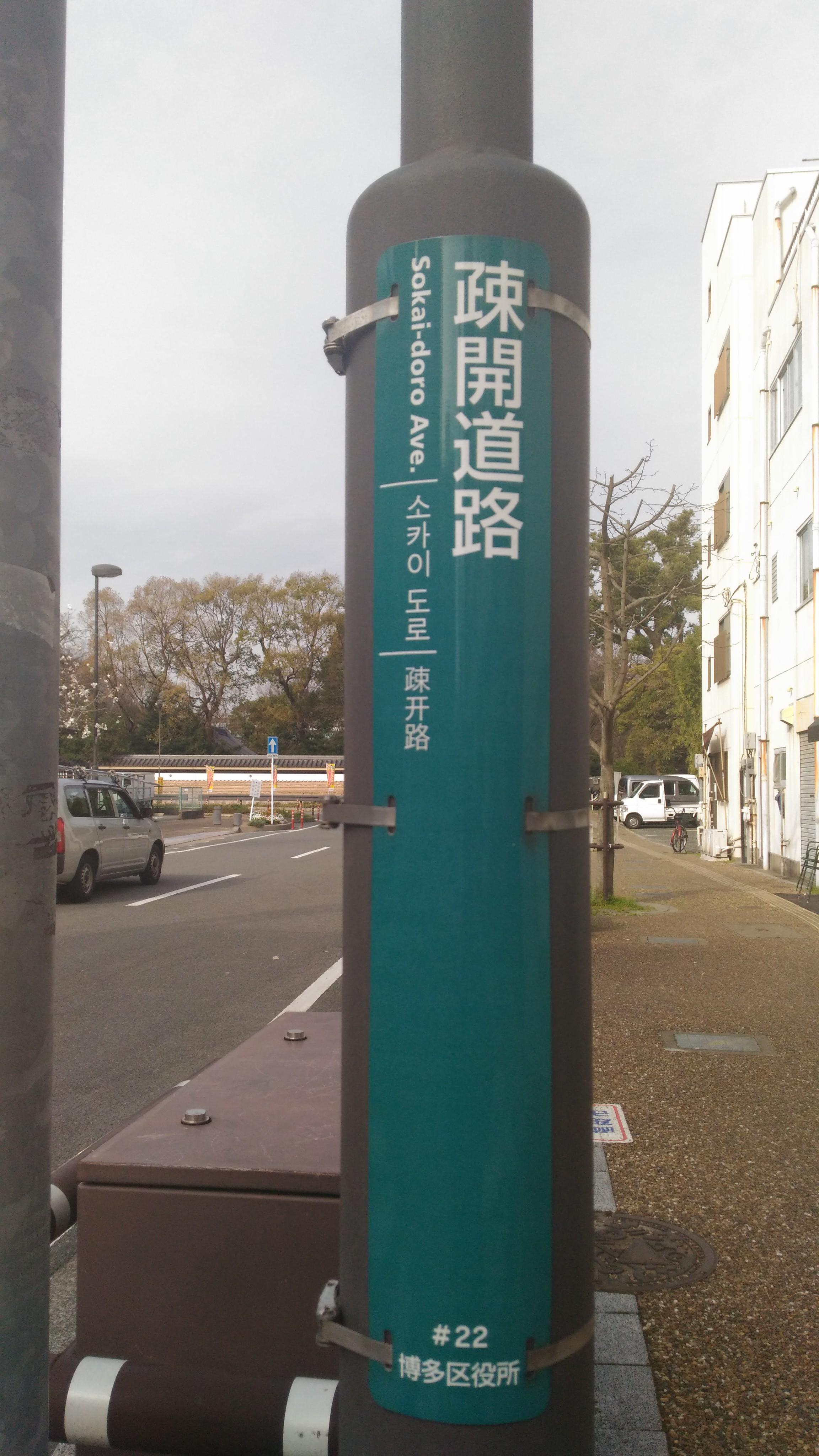

『筑前国続風土記』（貝原益軒）によると、「箍（タガ）匠（桶職人）が住んでいたことから、桶屋町となった」という。江戸時代明和（1764年 - 1771年）のころの戸数は上下合わせて69軒、間口は178間4尺だったようである。通りの中ほどに桶屋町の由来を伝える石碑がたっており、「桶屋数戸あり、斗合樽造る家一戸」と記され、江戸期の「斗合屋」は、博多の特産品だった博多練酒の樽を作る唯一の桶職人だった、と伝えられている。

## 疎開道路
第二次世界大戦の終戦直前の1945年（昭和20年）、アメリカ軍の空襲を予想した福岡市は、金屋小路－桶屋町－小山町－赤間町－竹若町－厨子町－大乗寺前（いずれも旧町名）までの「横断道路」造りに着手した。元々は桶屋町も南北に長い街並みだったが、途中で分断され一見「広場」風の空き地（実際は広い道路）となり、住民はこれを「疎開道（そかいみち）」と称していた。桶屋町が山笠（旧・櫛田流）の当番町となったときは、この疎開道路に山小屋が建てられた。道路の整備は中途で終わったため、戦後の戦災復興土地区画整理事業によって広い道路が完成し、2015年現在も「疎開道路」の名前が残っている。

## 仙厓さん
旧・桶屋町の近くに臨済宗の寺院の聖福寺があるが、江戸時代に仙厓義梵（せんがい ぎぼん）がこの寺の住職を務め博多っ子と交わりがあった。頓智の効いた逸話が残っており、「仙厓さん」として親しまれている。「電柱歴史案内2,000年本プロジェクト」には桶屋町の住民と仙厓さんのユーモアあふれる逸話が紹介されている。

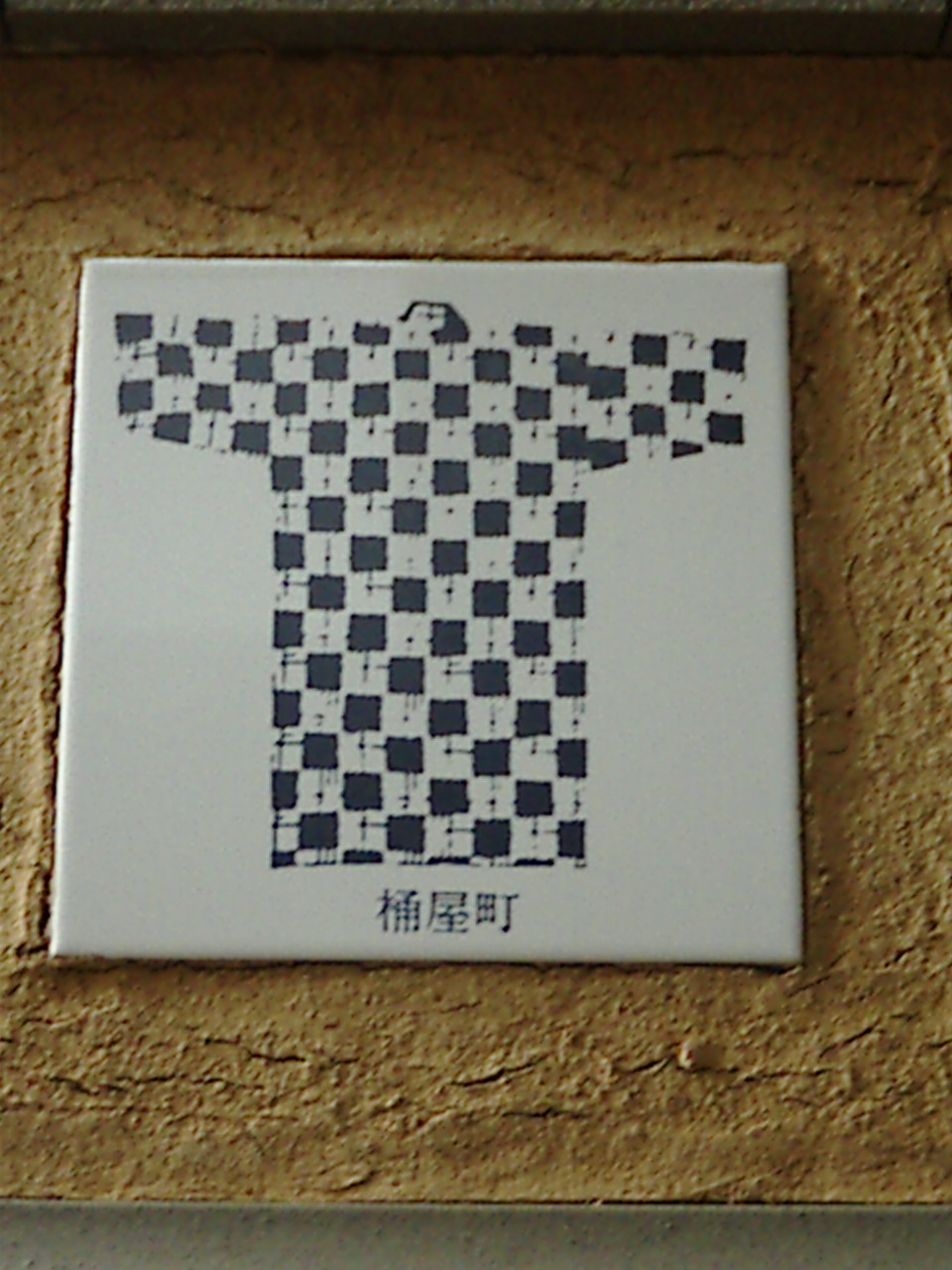
旧・桶屋町の長法被写真（福岡市博多区川端ぜんざい広場の壁に埋め込まれたタイル写真）

## 博多山笠
住居変更以降の博多祇園山笠の流編成は東流に所属している。それ以前は櫛田流（旧厨子流）に所属していた。櫛田流に所属していた時の水法被後部に白地に大きく青い文字の平仮名で「お」と染められていた。長法被（当番法被ともいう。）は白四角と青四角の格子縞模様であった。

## 職人の町
江戸時代以前は、武士の町「福岡部」と商人の町「博多部」と対比されるように、博多部は商人・職人の町だった。旧・桶屋町も同様に商人・職人の町だったと思われる。第二次世界大戦後の時期には、桶職人をはじめ、大工、建具製造、表具師、博多人形師、電気工事業、洋服仕立て、煎餅製造販売、うどん製造販売、精米業など多彩な職業人の町でもあった。